# Burt Balaban
Burt Balaban (* 6. März 1922 in Chicago, Illinois; † 14. Oktober 1965) war ein US-amerikanischer Regisseur und Filmproduzent. Bekannt wurde er durch Kinofilme wie Zügellos, Unterwelt oder Der Tollwütige.

## Leben und Karriere
Burt Balaban wurde 1922 in Chicago im Bundesstaat Illinois als Sohn des Paramount Pictures Präsidenten Barney Balaban (1887–1971) geboren. Balaban machte erste Filmerfahrung als Kameramann für das United States Marine Corps im Zweiten Weltkrieg. Seine Laufbahn beim Film begann er 1954 als Fernsehproduzent und als Regisseur des Science Fiction B-Movies Stranger from Venus mit Patricia Neal. In den späten 1950er Jahren folgten weitere Filme als Regisseur wie das Drama Lady of Vengeance oder der Abenteuerfilm Zügellos mit John Derek in der Hauptrolle. 1960 drehte er in der Besetzung Stuart Whitman, May Britt und Henry Morgan den Gangsterfilm Unterwelt für den Schauspieler Peter Falk eine Oscar-Nominierung als bester Nebendarsteller erhielt. 1961 inszenierte er John Davis Chandler in dem Kriminaldrama Der Tollwütige. In Nebenrollen spielten Jerry Orbach, Vincent Gardenia und Telly Savalas. 1965 führte er bei dem Drama The Gentle Rain letztmals Regie. Der Film mit Christopher George erschien erst nach seinem Tod ein Jahr später in den Kinos.
Burt Balaban produzierte in seiner Karriere ein Dutzend Kino- und Fernsehfilme und führte selbst einige Male bei Independent-Produktionen Regie.
Am 14. Oktober 1965 verstarb Balaban im Alter von 43 Jahren. Burt Balaban war der Cousin des Schauspielers Bob Balaban.

## Filmografie (Auswahl)

### Filmregisseur
- 1954: Stranger from Venus
- 1957: Lady of Vengeance
- 1958: Zügellos (High Hell)
- 1960: Unterwelt (Murder, Inc.)
- 1961: Der Tollwütige (Mad Dog Coll)
- 1966: The Gentle Rain

### Filmproduzent
- 1954: Double Barrel Miracle (Fernsehfilm)
- 1954: The Lie (Fernsehfilm)
- 1954: Amiable Lady (Fernsehfilm)
- 1954: The Sergeant and the Spy (Fernsehfilm)
- 1954: Phantom Caravan (Fernsehfilm)
- 1954: Eight Witnesses (Fernsehfilm)
- 1954: Diplomatic Passport
- 1954: Stranger from Venus
- 1957: Lady of Vengeance
- 1958: Zügellos (High Hell)
- 1960: Unterwelt (Murder, Inc.)
- 1966: The Gentle Rain